# Neivamyrmex detectus
Neivamyrmex detectus é uma espécie de formiga do gênero Neivamyrmex.